# Yacimientos Petrolíferos Fiscales Bolivianos
Yacimientos Petrolíferos Fiscales Bolivianos (YPFB) ist ein 1936 gegründetes staatliches Erdöl- und Erdgasunternehmen in Bolivien. 
YPFB ist mit 5.600 Mitarbeitern (Stand 2024) der größte Konzern Boliviens. Während der Präsidentschaft von Gonzalo Sánchez de Lozada wurde das Unternehmen zusammen mit anderen staatlichen Unternehmen privatisiert. Nach der Wahl des linksgerichteten Präsidenten Evo Morales wurde YPFB als Staatsunternehmen wiedergegründet, um die nachweisliche Ausbeutung durch ausländische Investoren zu unterbinden. Die Maßnahme der Verstaatlichung des gesamten Öl- und Gas-Sektors war für Bolivien äußerst erfolgreich. Das Land gehörte in den Jahren 2009 bis 2014 zu den am schnellsten wachsenden Volkswirtschaften der Region. Mit den Gewinnen aus dem Erdöl- und Erdgas-Sektor konnten umfangreiche Sozialprogramme finanziert werden. Das half auch, die Struktur der öffentlichen Finanzen zu sichern. 
Im Geschäftsjahr 2014 verzeichnete YPFB eine monatliche Erdgas-Fördermenge in Höhe von durchschnittlich 61 Mio. m³, wobei der Großteil davon per Pipeline nach Argentinien und Brasilien exportiert wurde, während der kleinere Teil im Inland konsumiert wird. An den Staat wurden insgesamt 3571,6 Mio. USD abgeführt. Die Investitionen beliefen sich auf 2111 Mio. USD (zum Vergleich 2004: 241 Mio. USD)
YPFB ist heute eine in der neuen bolivianischen Verfassung von 2009 definierte Institution. In Artikel 361 wird es als ein autarkes öffentlich-rechtliches Unternehmen beschrieben, mit Autonomie im fachlich-betriebswirtschaftlichen Bereich, unter Aufsicht des zuständigen Ministeriums. Es wurde auch eine Monopolstellung festgeschrieben, die von der Förderung bis zur Vermarktung gilt. Eine Übertragung der eingeräumten Rechte und Pflichten wird kategorisch ausgeschlossen. Allerdings können für bestimmte Zwecke Gemeinschaftsunternehmen gegründet werden, wobei der Anteil von YPFB immer mindestens 51 Prozent betragen muss.
Entsprechend dem Slogan La fuerza que transforma Bolivia (dt.: Die Kraft, die Bolivien transformiert) besteht der Auftrag von YPFB auch darin, die Industrialisierung des Landes federführend voranzutreiben, in Kooperation mit der ebenfalls in der Verfassung institutionalisierten Empresa Boliviana de Industrialización de Hidrocarburos (dt.: Bolivianisches Unternehmen für die Industrialisierung der fossilen Brennstoffe). Entsprechend hat YPFB seine Aktivitäten in Bereichen wie Raffinerien, Schmieröle, Logistik, Transport, Stromerzeugung und Tankstellen verstärkt. Außerdem werden die eigenen Forschungsaktivitäten ständig ausgebaut.
Die wichtigsten Tochterunternehmen des YPFB-Konzerns sind die folgenden:
- YPFB Chaco
- YPFB Andina
- YPFB Petroandina
- YPFB Refinación
- YPFB Transporte
- Gas Transboliviano (GTB)
- YPFB Logística
- YPFB Aviación
- Central Bulo Bulo
- YPFB Transierra
- YPFB Flamagas